# 삼성 제니오 II
삼성 제니오 II(Samsung Genio II, Samsung S3850)은 삼성전자가 2011년에 출시한 휴대 전화기이다.

## 같이 보기
- 삼성 제니오 터치